# Sara Jean Underwood
Sarah Jane Underwood (sinh ngày 26 tháng 3 năm 1984 tại tiểu bang Oregon) được biết đến với vai trò là người mẫu thời trang, người mẫu khỏa thân nổi tiếng kiêm diễn viên điện ảnh, người dẫn chương trình tại Hoa Kỳ.

## Cuộc sống trước đây
Sara được sinh ra ở thành phố Portland tiểu bang Oregon. Cô tốt nghiệp trường trung học Scappoose tại Oregon vào năm 2002. Sau đó cô là nữ sinh viên của Đại học Oregon và Đại học Portland. Sara là từng là bạn học với cầu thủ bóng bầu dục Derek Anderson .Nghề nghiệp đầu tiên của cô là làm phụ tá bán hàng thiết bị thi công xây dựng hạng nặng. Sara đã làm việc tại chi nhánh Beaverton, Oregon thuộc hệ thống nhà hàng Hooters.

## Sự nghiệp

### Người dẫn chương trình
Sara Jean từng dẫn chương trình AOTS (Attack of the Show) là một chương trình truyền hình Mỹ trước đây được phát sóng vào các buổi tối cuối tuần trên G4. Chương trình này được phát sóng lần cuối cùng vào Ngày 08 tháng 2 năm 2013.

### Sự nghiệp người mẫu
Sara Jean lần đầu tiên làm mẫu ảnh cho tạp chí Playboy, xuất hiện trên trang bìa trong tháng 10 năm 2005 với cơ thể được phủ sơn vẽ tạo hình chiếc áo của đội bóng bầu dục Beavers tiểu bang Oregon, tay cô cầm một quả bóng bầu dục. Từ đó cô tiếp tục khỏa thân cho Playboy và trở thành người đẹp được yêu thích của tạp chí. Tháng 7 năm 2006 Sara được chọn làm gương mặt Playmate của tháng trên ấn phẩm và vào tháng tháng 6 năm 2007 cô tiếp tục trở "Playmates của năm" của tạp chí. Với danh hiệu này cô nhận được giải thưởng là một chiếc xe Mini Cooper. Tháng 3 năm 2008 tạp chí playboy xếp Sara Jean ở vị trí thứ 25 trong danh sách 25 cô gái nổi bật nhất của Playboy (25 Hottest Playboy Celebrities).

### Điện ảnh và truyền hình
Sara xuất hiện trong tập 2 của là loạt phim truyền hình thực tế "The Girls Next Door" được phát sóng trên kênh truyền hình cáp Ei. Năm 2007 cô vào vai người gái cướp biển trong bộ phim "Thiên anh hùng ca" (Epic Movie) cùng với nhiều gương mặt Playmates đó là QianaChase, Irina Voronina và Jillian Grace. Cô tham gia bộ phim hài năm 2008 "Nữ Tặc Nhà Giàu" (The House Bunny). Năm 2009 cô vào vai là chính mình trong phim "Cô Nàng Tháng Ba"(Miss March) và đóng phim "The Telling" cùng với Bridget Marquardt và Holly Madison. Năm 2013 Sara đã được vào vai chính trong bộ phim kinh dị Deadly Weekend (Kỳ nghỉ cuối tuần chết chóc). Sara từng xuất hiện trên kênh MTV ở chương trình truyền hình thực tế Ridiculousness phần 2 với vai trò là một ngôi sao khách mời.

## Cuộc sống riêng
Phương tiện truyền thông Hoa Kỳ cho biết Sara và người dẫn chương trình Ryan Seacrest đã có hai năm về mối quan hệ hẹn hò.
Sau khi làm người mẫu quảng cáo cho VictoryPoker.net và tham gia giải đấu poker từ thiện, Sara đã gia nhập đội ngũ của những người chơi poker chuyên nghiệp. 
Sara từng là người chơi trong chương trình truyền hình Kunoichi lần thứ 8 (trò chơi vượt chướng ngại vật dành cho phụ nữ được tổ chức tại Nhật Bản và phát sóng trên hệ thống phát thanh truyền hình Tokyo). Cô đã giành chiến thắng ở đoạn đường đầu tiên khi vượt dẫn 3 người chơi Nhật Bản, đó là những người rất có nền tảng trong môn điền kinh. Sau đó Sara đã không thành công ở đoạn thứ hai khi bị trượt ngã ở chặng đường nhảy trên đá.
Sara Jean là một học viên cuồng nhiệt của yoga. Tuy nhiên năm 2010 cô khiến cộng đồng Ấn Độ giáo giận dữ khi Playboy tung đoạn video Sara hướng dẫn thực hành yoga mà cô đóng cho tạp chí. Trong ấn phầm là cảnh cô khỏa thân hoàn toàn, đứng trên một tấm thảm biểu diễn yoga với nhiều tư thế khác nhau với lời quảng cáo ""Sara Jean Underwood muốn bạn có được sự hiểu biết sâu sắc về các thế, các tư thế và vị trí khác nhau trong thực hành yoga," Chủ tịch hiệp hội phổ cập Ấn Độ giáo đã bất bình: "Người Hindu buồn bã trước sự lạm dụng của Playboy đối với hệ thống lâu đời và được kính trọng của yoga" "Đó là sự kỷ luật tinh thần và thể chất nghiêm túc," ông nói."Playboy không nên cố gắng làm sai lệch truyền thống yoga quý vì nó sẽ làm tổn thương những tín đồ."

### Điện ảnh
| Năm  | Tên ở Việt Nam    | Tên ở Hoa Kỳ             | Nhân vật             | Chú ý          |
| ---- | ----------------- | ------------------------ | -------------------- | -------------- |
| 2007 | Thiên anh hùng ca | Epic Movie               | Người gái cướp biển  |                |
| 2008 |                   | The House Bunny          | Sarah Jane Underwood | Là chính cô ấy |
| 2009 |                   | Two Million Stupid Women | Ginger               |                |
| 2009 | Cô Nàng Tháng Ba  | Miss March               | Sarah Jane Underwood | Là chính cô ấy |
| 2009 |                   | The Telling              | Tracey               |                |
| 2013 | Kỳ nghỉ cuối tuần | Zellwood                 | Katie                |                |

Truyền hình
- Attack of the Show!
- Kunoichi
- Bridget Marquardt
- Ridiculous
- Web Soup